# Piobbico
Piobbico es una comune italiana de la provincia de Pesaro y Urbino, región de las Marcas, con 1833 habitantes.

## Evolución demográfica
| Gráfica de evolución demográfica de Piobbico entre 1861 y 2001 |
|                                                                |
| Fuente ISTAT - elaboración gráfica de Wikipedia                |